# Claudiu Bumba
Claudiu Vasile Bumba (* 5. Januar 1994 in Baia Mare) ist ein rumänischer Fußballspieler.

## Karriere
Bumba kam im Jahr 2009 im Alter von 15 Jahren in den Kader der ersten Mannschaft des FC Baia Mare in der Liga II. Nachdem sich sein Klub im Sommer 2010 aus finanziellen Gründen aufgelöst hatte, wechselte er zum neu gegründeten Verein FCMU Baia Mare in die Liga III. Mit seinem neuen Team gelang ihm am Ende der Saison 2010/11 der Aufstieg, zu dem er selbst sieben Tore beisteuern konnte. Er erhielt anschließend die Möglichkeit, zu Erstligist FCM Târgu Mureș zu wechseln. Dort wurde er zum Stammspieler im Mittelfeld, musste am Ende der Saison 2011/12 jedoch absteigen. Bumba wechselte in die Nachwuchsmannschaft der AS Rom. Im Sommer 2013 kehrte er nach Târgu Mureș zurück. In der Spielzeit 2013/14 stieg er mit seinem Klub in die Liga 1 auf. Dort beendete er die Saison 2014/15 mit seiner Mannschaft als Vizemeister hinter Steaua Bukarest.
Zur Saison 2015/16 wechselte Bumba zu Hapoel Tel Aviv und erhielt dort einen Vierjahresvertrag. Nachdem er in der ersten Hälfte der Spielzeit 2016/17 nur viermal zum Einsatz gekommen war, schloss er sich Anfang 2017 Dinamo Bukarest an. Dort kam er nur unregelmäßig zum Einsatz. Im September 2017 wechselte er zu Ligakonkurrent CS Concordia Chiajna.
Zur Saison 2018/19 wechselte er zum türkischen Zweitligisten Adanaspor.

## Nationalmannschaft
Bumba wurde im Januar 2012 von Nationaltrainer Victor Pițurcă für ein Trainingslager der rumänischen Nationalmannschaft berufen. Im darin integrierten Freundschaftsspiel gegen Turkmenistan am 27. Januar 2012 kam er zu seinem ersten Länderspiel, als er in der 79. Minute für Cristian Tănase eingewechselt wurde. Danach wurde Bumba drei Jahre lang nicht berücksichtigt. Im März 2015 gehörte er zum Aufgebot für das EM-Qualifikationsspiel gegen die Färöer, wurde aber nicht eingesetzt.

## Erfolge
- Aufstieg in die Liga 1: 2014